# Gauser Károly
Gauser Károly (Ráckeve, 1924. június 19. – 1980. április 14., Budapest) ismeretterjesztő író, újságíró, amatőrcsillagász. A hazai tudomány népszerűsítés, amatőrcsillagász mozgalom egyik kiemelkedő egyénisége. Írásainak száma több ezerre, de előadásainak száma is több százra tehető.
Amatőrcsillagászként jelentős kutatómunkákban (változó csillagok, napfolt megfigyelés) is részt vett.

## Élete, munkássága
1954-ben lett a budapesti Uránia Bemutató Csillagvizsgáló munkatársa. Érdeklődése elsősorban az univerzum szerkezetére, fejlődése, az extragalaxisok világára irányult, majd az első mesterséges hold felbocsájtása után kezdett el érdeklődni az űrkutatás iránt is.
Első cikkei – eleinte még többnyire társszerzőként – a Természet és Társadalom valamint a Csillagok Világa című ismeretterjesztő lapokban jelentek meg 1956-ban. Nem sokkal később már havonta közölte egy-egy írását a Népszerű Technika, majd olyan lapokban jelentek meg írásai, mint A csillagos ég, Élet és Tudomány, Természettudományi Közlöny, a Világosság, a Föld és Ég. Néhány cikke pedig olyan szaklapokban is megjelent mint a Fizikai Szemle (a kisplanetáriumról, a Mariner–4 mozgásáról és a műholdak égimechanikájáról), a Magyar Fizikai Folyóirat vagy az Időjárás című meteorológiai szakfolyóírat (a meteorrajok hatásáról a csapadékra).
A napi sajtóban főként az Esti Hírlap, de a Magyar Nemzet és a Hétfői Hírek is közölte ismeretterjesztő, tudomány népszerűsítő írásait.
1962-1968 között a jénai Carl Zeiss Művek berendezésével működő városligeti Fővárosi Kisplanetárium vezetője volt. A bemutatókkal egybekötött előadásainak száma meghaladta a tízezret.
Ebben az időszakban vett részt többedmagával A világ csodák nélkül című ismeretterjesztő könyv megírásában. Illetve kapott megbízást Sztrókay Kálmán még 1943-ban kiadott Az ember és a csillagok című nagy sikerű csillagászati ismeretterjesztő művének korszerűsített formában történő átdolgozására, kiegészítésére. Mindkét könyv 1963-ban jelent meg.
Az 1970-es évekre egészsége megromlott, így cikkeivel is viszonylag ritkábban találkozhattak az olvasók.

## Művei
- Kulin György-Zerinváry Szilárd:[2] A távcső világa, II. kiadás, Gondolat Kiadó, Budapest, 1958
- Csillagászati Évkönyv 1958, 1959 és 1960, Gondolat Kiadó, Budapest, 1958, 1959 és 1960 (egy-egy cikke)
- Róka Gedeon-Dr. Kocsis Ferenc-Dr. Szabó János-Gauser Károly-Dr. Balázs András-Müller Antal: A világ csodák nélkül, Táncsics Könyvkiadó, Budapest, 1963
- Gauser Károly-Sztrókay Kálmán: Az ember és a csillagok, Tankönyvkiadó, Budapest, 1963